# افنباخ آم ماین
اُفِنباخ بر ماین یا افنباخ آم ماین (به آلمانی: Offenbach am Main) شهری است در ایالت هسن در کشور آلمان که هم‌مرز با شهر فرانکفورت و در جنوب رود ماین واقع شده است.
افنباخ از قرن هجدهم تا اوایل دهه ۱۹۷۰ مرکز صنعت چرم آلمان بوده است و هم‌اکنون موزه چرم آلمان که یکی از بزرگ‌ترین‌ها از نوع خود می‌باشد، در این شهر واقع است.
از مهم‌ترین بناهای تاریخی افنباخ قصر ایزن بورگ است که تاریخ آن به قرن ۱۶ میلادی بر می‌گردد و از شاخص‌های معماری دوره رنسانس می‌باشد. این قصر امروز در اختیار دانشگاه هنر و دیزاین افنباخ است.
شعبه اصلی اداره هواشناسی آلمان در این شهر واقع است که علاوه بر پیشگویی‌های آب و هوا، این سازمان نقش مهمی در پروازهای فرودگاه بین‌المللی فرانکفورت دارد.

## خواهرخوانده
شهر ریواس، نیکاراگوئه خواهرخواندهٔ افنباخ آم ماین است.

## نگارخانه

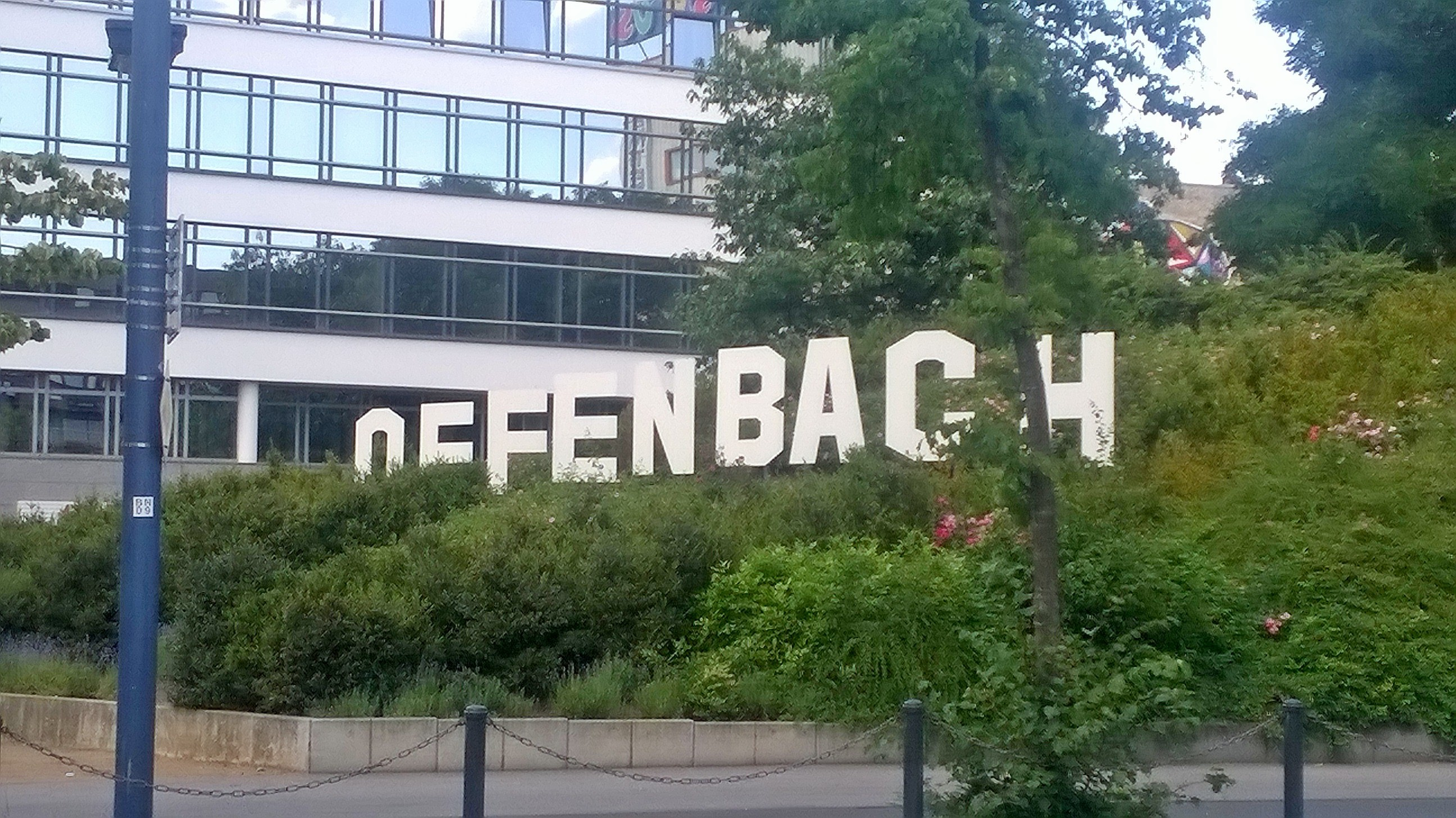
افنباخ هیلز
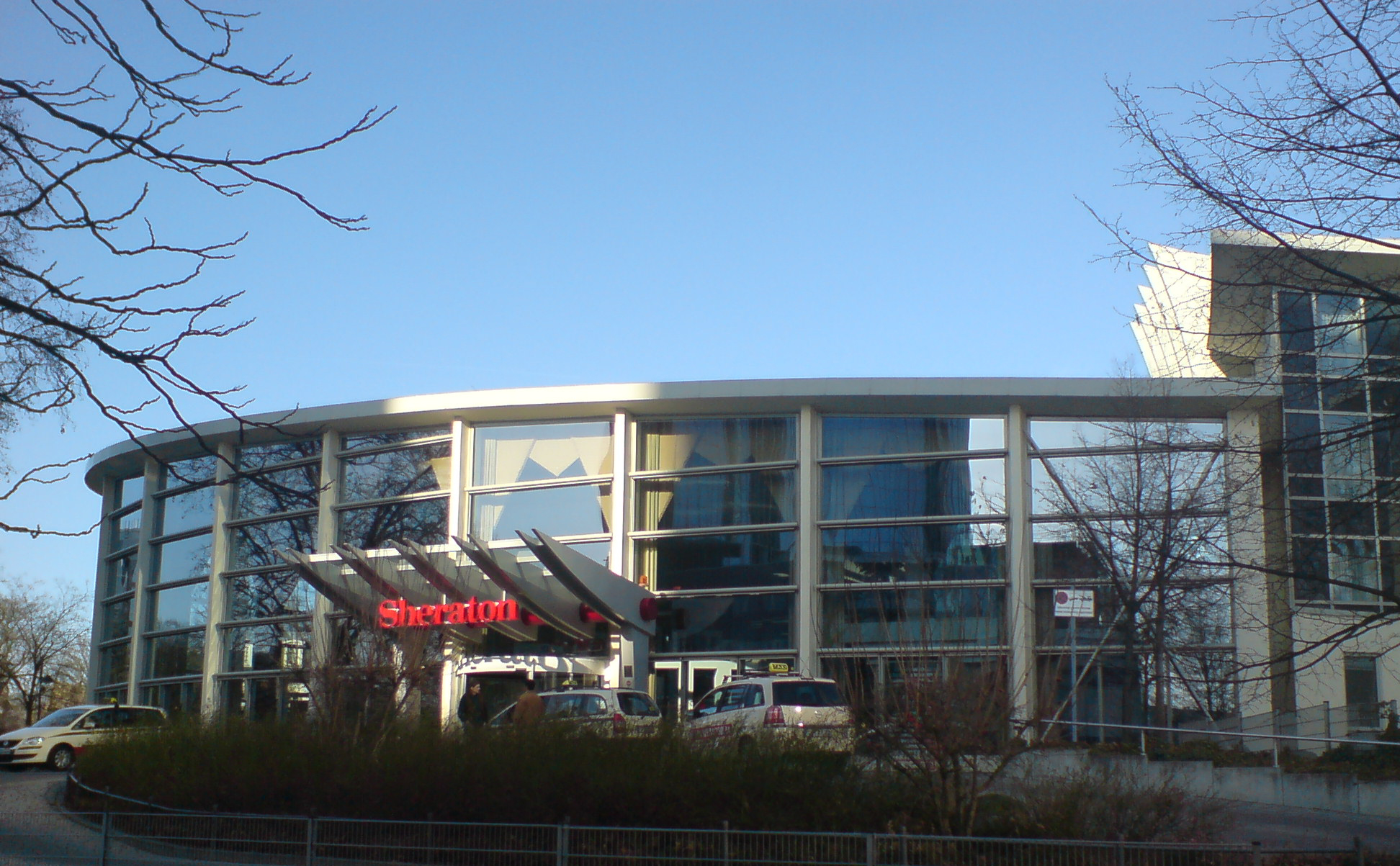
هتل شرایتون افنباخ
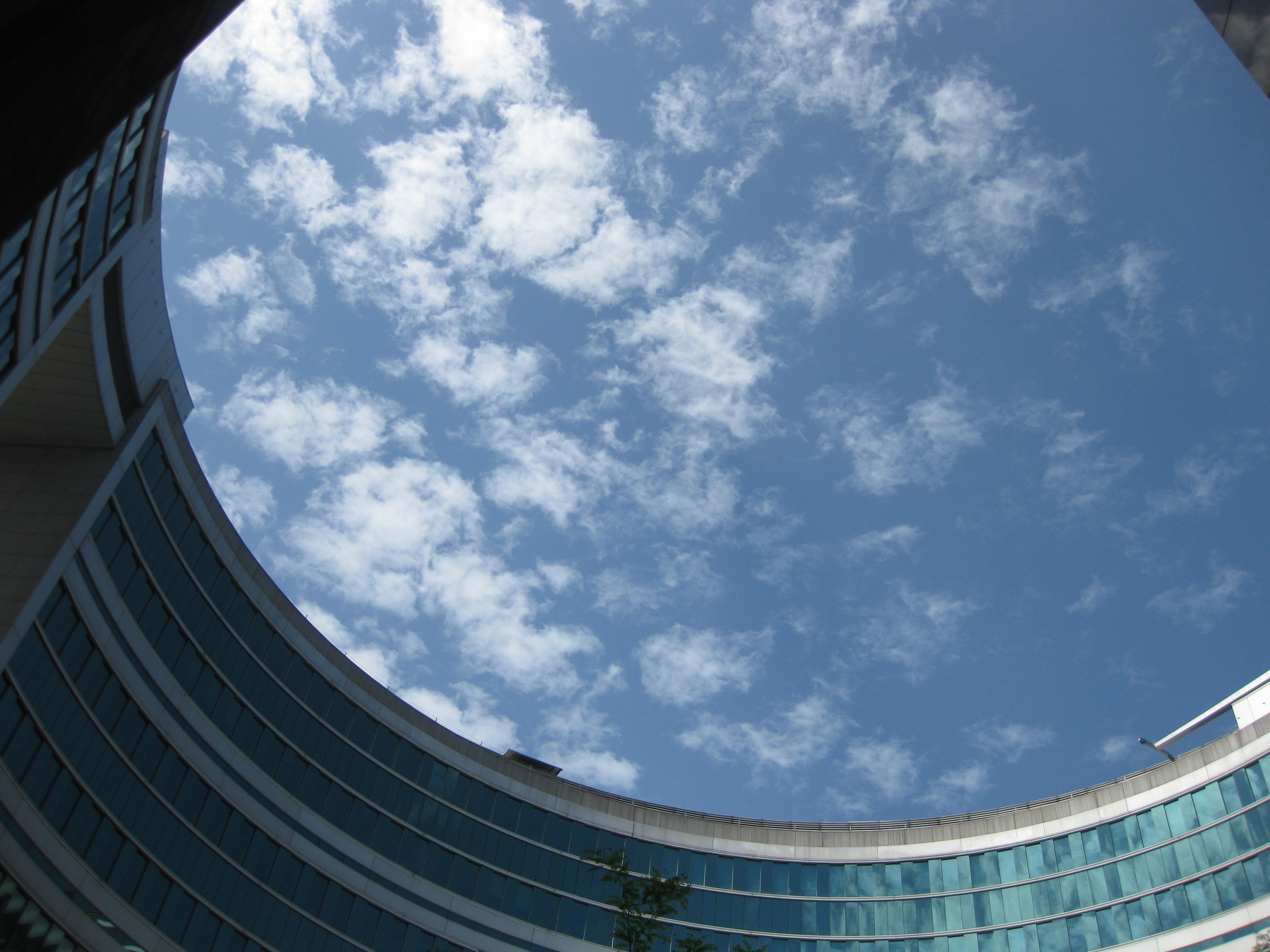
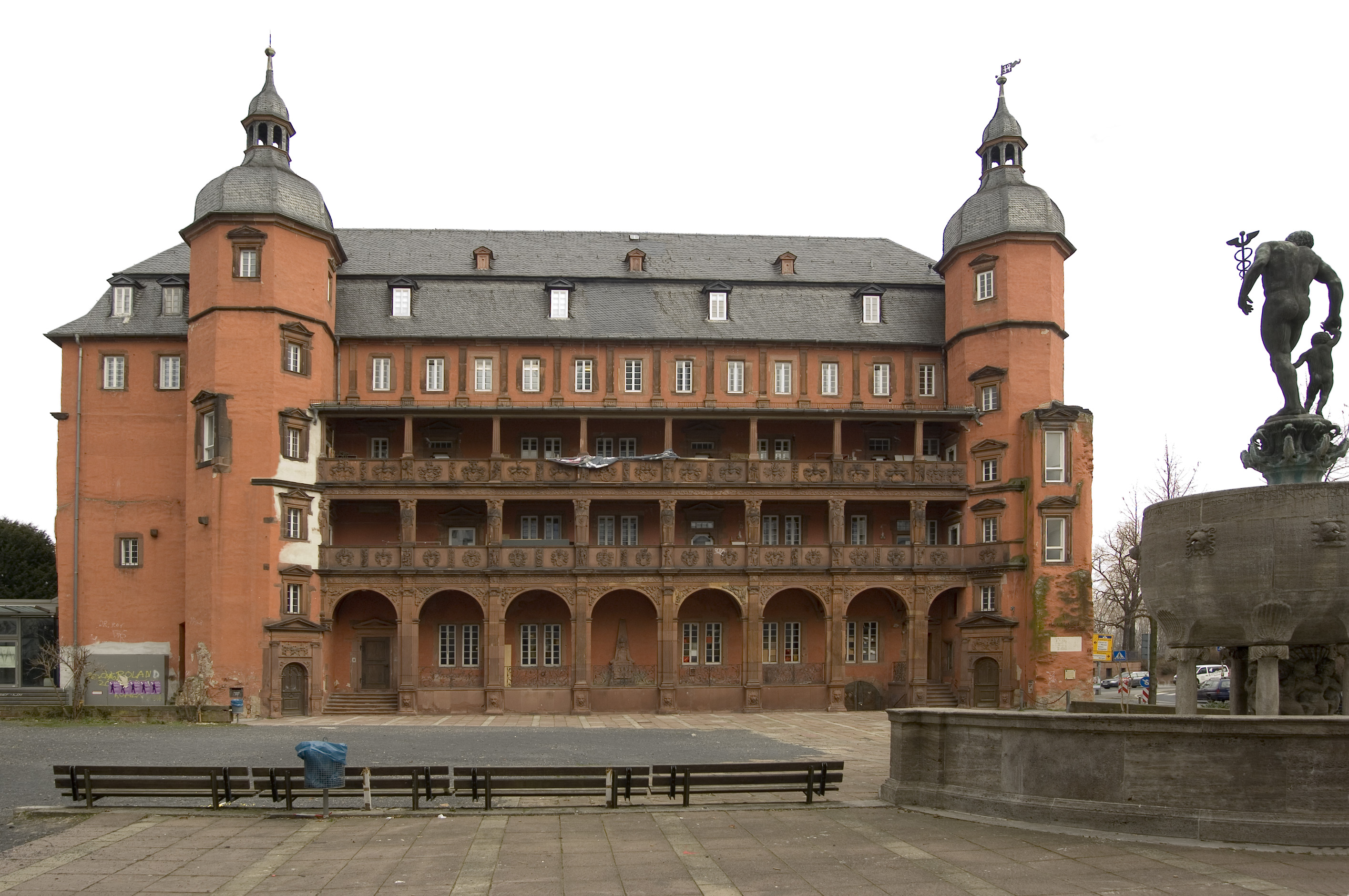
قصر ایزنبورگ
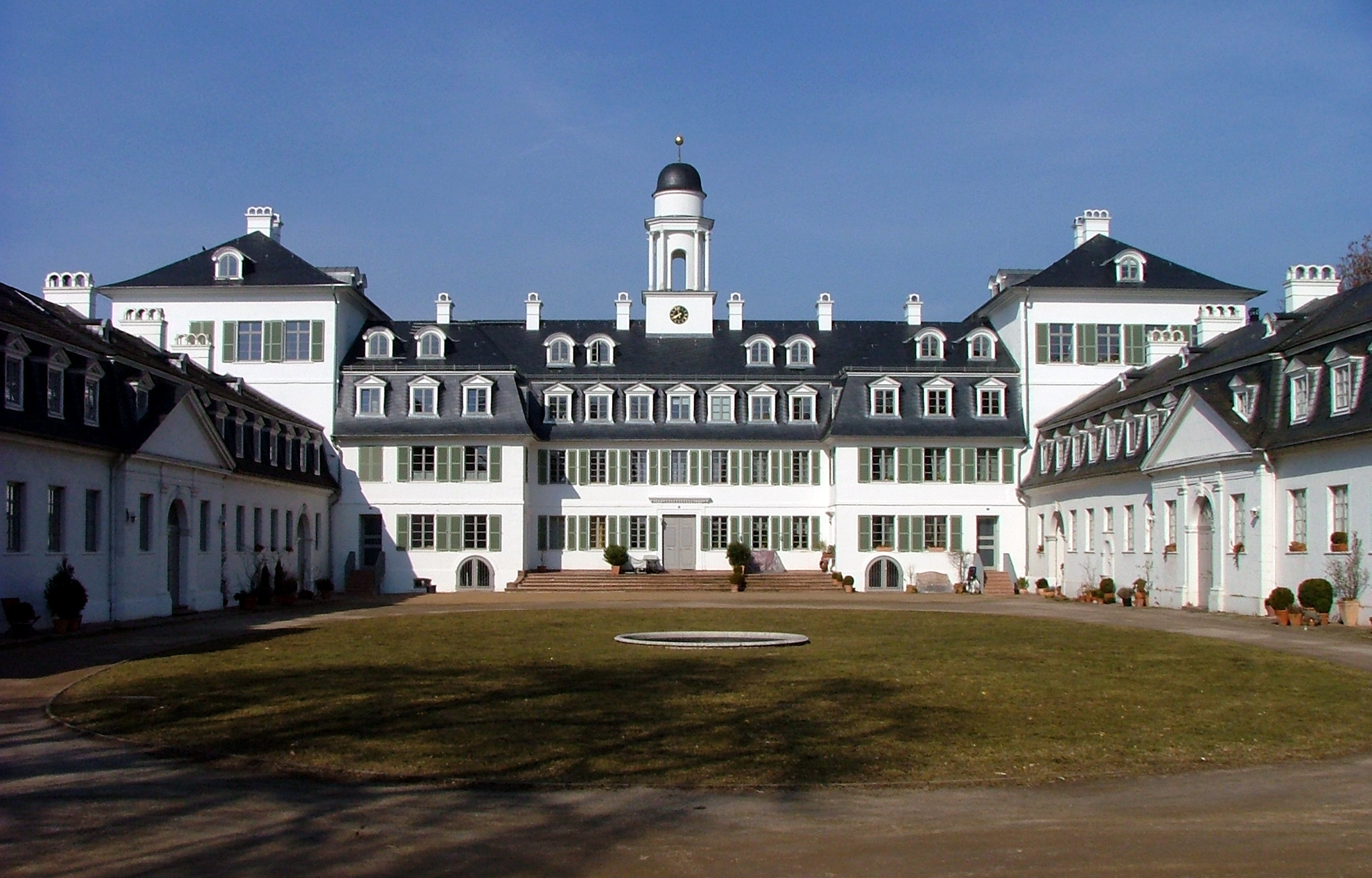
قصر رومپنهایم
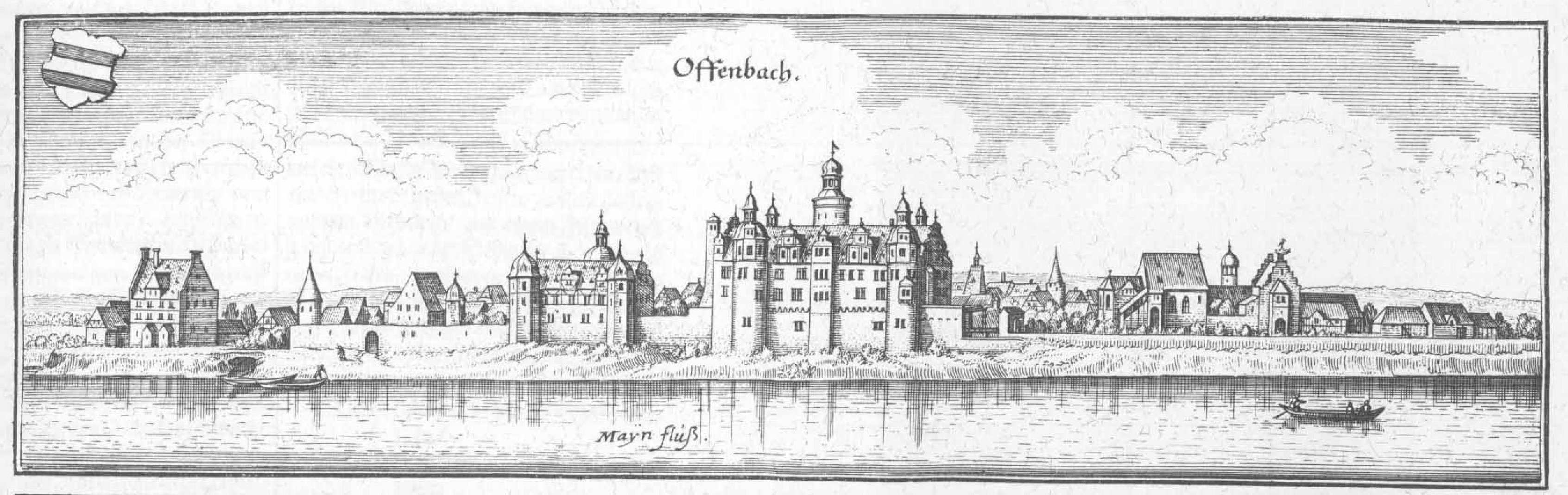
دورنمای شهر، اثر ماتئوس مریان به سال ۱۶۶۵ میلادی
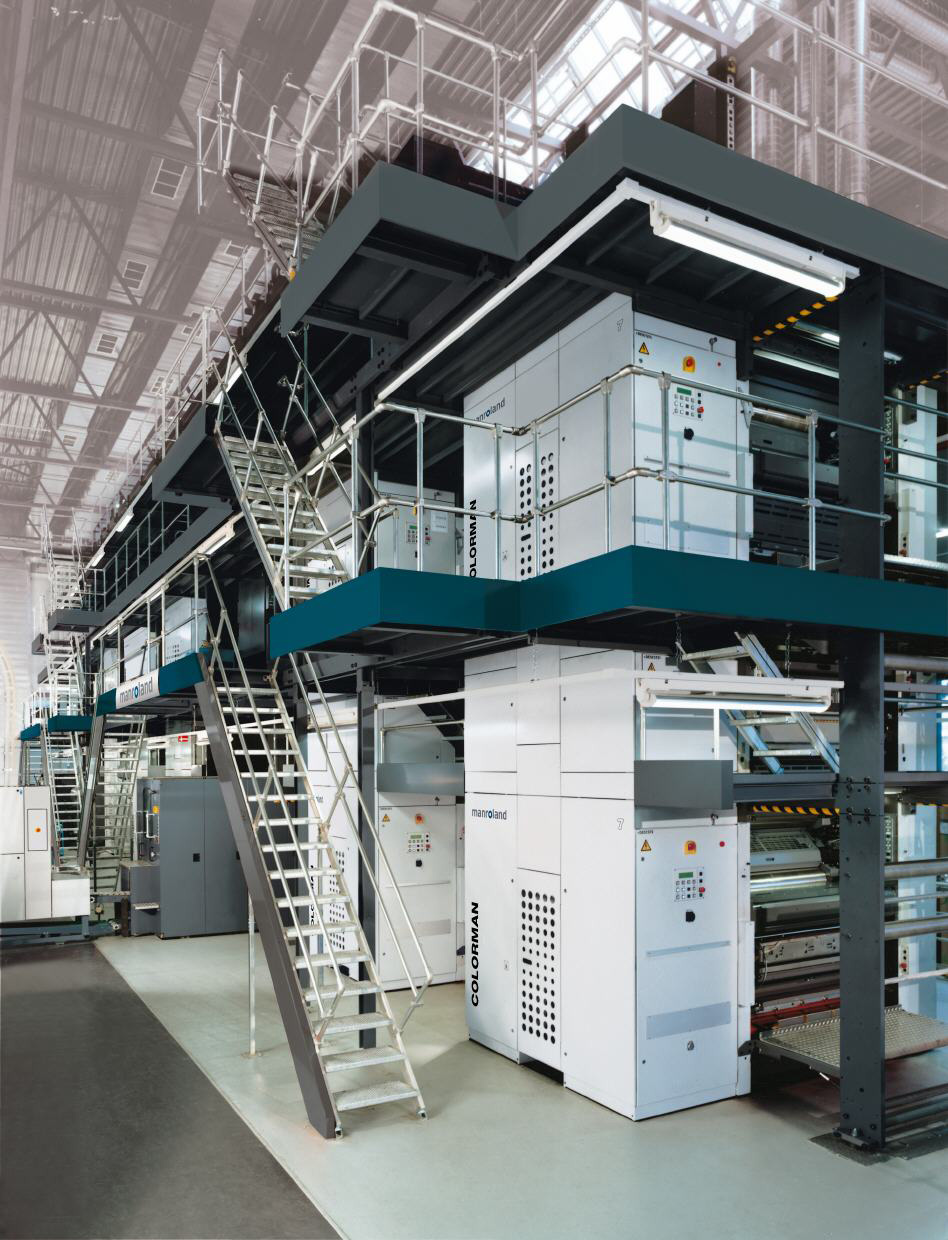
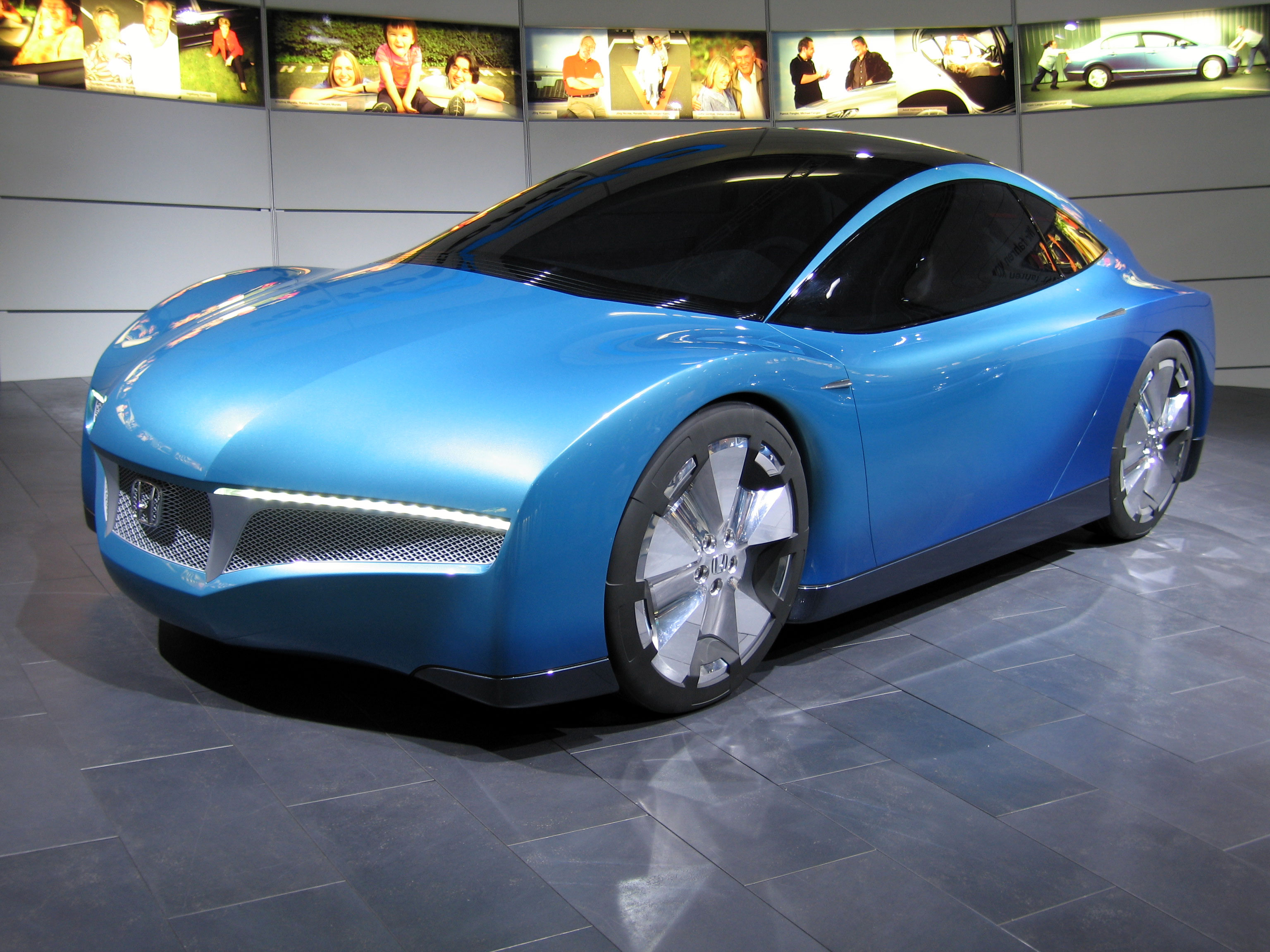